# Fulminati (film)
Fulminati (Manpower) è un film del 1941 diretto da Raoul Walsh, dove Marlene Dietrich viene accompagnata al piano dal compositore Frederick Hollander.

## Canzoni
- I'm in No Mood for Music Tonight di Frederick Hollander e Frank Loesser
- He Lied and I Listened di Frederick Hollander e Frank Loesser